# 圣女贞德教堂 (尼斯)
圣女贞德教堂（法語：Église Sainte-Jeanne-d'Arc）是法国尼斯的一座风格独特的天主教堂。供奉圣女贞德。

## 历史
这座钢筋混凝土教堂是由建筑师雅克·德罗斯建于1926年和1933年之间。三个曲线圆顶使其获得了惊人的内部空间。而65米高的钟楼与圆顶的曲线相对。室内的绘画受俄罗斯立体派和东正教绘画的影响。这座教堂的风格引起了争议，一些尼斯人认为它很丑陋。由于色白，这座教堂获得了“蛋白”的绰号。